# Corvintető
A Corvintető underground zenei klub és szórakozóhely volt Budapesten, Magyarországon, a Blaha Lujza téri Corvin Áruház negyedik és ötödik emeletén. A klub elsősorban magyar és külföldi elektronikus zenei rendezvényeknek adott otthont, de koncertek és egyéb művészeti események színhelyéül is szolgált.

## Történet
600 négyzetméteres tetőterasza 2007. május 30-án nyitott meg, az épület ötödik emeletén. A zárt klub rész 2008-ban készült el és nyílt meg, a Corvintető azóta egész évben nyitva tart. A negyedik emeleti terekben korábban az áruházi dolgozók gyermekeinek óvodája működött. A klub az áruház lépcsőházain, valamint egykori teherliftjén keresztül közelíthető meg. 2013 januárjában az addig ideiglenes romkocsmaként üzemelő Corvintetőt felújították, 1800 LED pontból álló egyedi világítást építettek és a klubot egy második tánctérrel, és bisztróval bővítették. A szórakozóhely befogadóképessége 850 fő volt. A népszerű szórakozóhelyet a kerületi önkormányzat 2018-ban záratta be.

## Fellépők és műfajok
A Corvintető az underground zenei műfajok képviselőit léptette fel. A klub rezidense a DJ Palotai, Cadik és MC Zeek alkotta Rewind formáció, mely Magyarország leghosszabb ideje sikeresen működő klubsorozata.[forrás?] A jelentős közönséggel rendelkező[forrás?] magyar partyszervező csapatok és DJ teamek közül a Bladerunnaz, az NVC, a LavaLava, a Future Music, a Be Massive, a Kollektiva, a Ninjabreakz szervezett ide rendszeresen klubesteket. A Corvintető rendszeresen adott otthont külföldi fellépőknek, így fellépett már a negyedik emeleti klubteremben John B, Matrix, a Hybrid, Freestylers, Krafty Kuts, A. Skillz, Dapayk, Calibre, Xinobi, The Magician és Goldie is.